# Anna Dubois

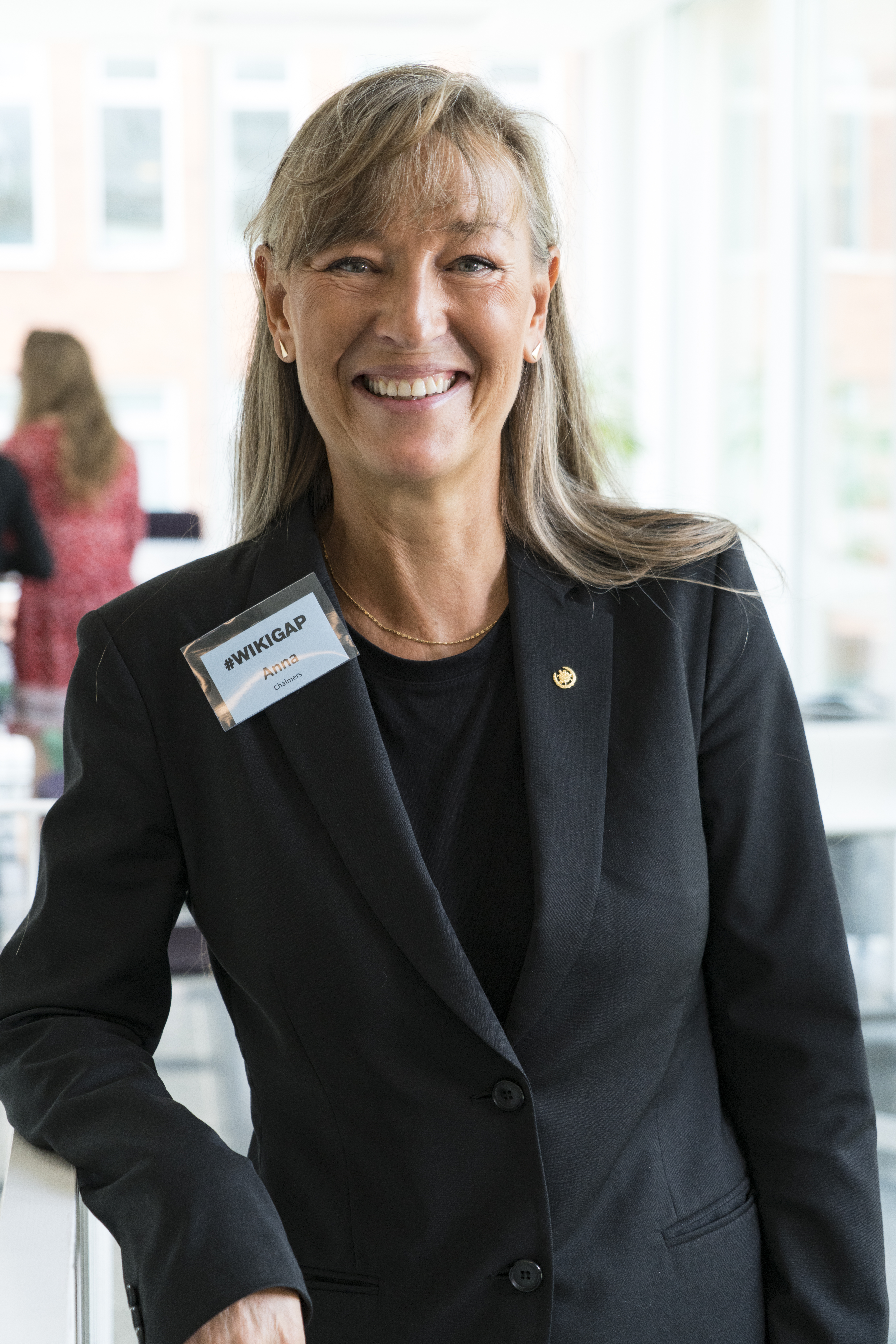
Anna Dubois (August 2018)

Anna Dubois (* 20. April 1962) ist eine schwedische Wirtschaftswissenschaftlerin und Hochschullehrerin.

## Werdegang, Forschung und Lehre
Dubois erwarb 1987 den akademischen Grad eines Master of Science in Maschinenbau an der Technischen Hochschule Chalmers. In der Folge setzte sie ihr Studium an der Hochschule fort und graduierte 1990 mit einem Lizenziat im Bereich Investitionsgütermarketing, dem 1994 der Ph.D.-Abschluss unter Anleitung von Håkan Håkansson folgte. Sie blieb dem akademischen Personal der Universität als Assistenzprofessorin erhalten, ehe sie dort im Jahr 2000 zur außerordentlichen und 2004 zur ordentlichen Professorin berufen wurde.
Im Mittelpunkt von Forschung und Lehre stehen bei Dubois Fragestellungen rund um die Bereiche Industrieökonomik, Supply-Chain-Management und Investitionsgütermarketing. Rund um das Jahr 2000 arbeitete sie intensiv mit Lars-Erik Gadde zusammen.
Seit 2009 ist Dubois Mitglied der Königlichen Wissenschafts- und Literaturgesellschaft in Göteborg und seit 2015 der Königlich schwedischen Akademie für Ingenieurwissenschaften.
Zwischen 2011 und 2013 nahm Dubois Aufsichtsratsmandate bei verschiedenen Gesellschaften des schwedischen Handelsunternehmens Elof Hansson wahr, seit 2013 ist sie in einem Beratungsgremium von DB Schenker tätig.